# Le Grand-Saconnex
Le Grand-Saconnex es una ciudad y comuna suiza del cantón de Ginebra. Limita al norte con la comuna de Ferney-Voltaire (Ain, Francia), al este con Bellevue y Pregny-Chambésy, al sur con Ginebra y Vernier, y al oeste con Meyrin.

## Símbolos
El escudo de la comuna es el mismo que el de la familia de Saconay ligeramente modificado. Bursinel fue también señorío de la familia de Saconay, razón por la cual ambos escudos se parecen.